# Quinn K. Redeker
Quinn Kellogg Redeker (* 2. Mai 1936 in Woodstock, Illinois; † 20. Dezember 2022 in Los Angeles, Kalifornien) war ein US-amerikanischer Schauspieler und Drehbuchautor.

## Leben
Vor seiner Karriere im Film- und Fernsehgeschäft diente Quinn K. Redeker im United States Marine Corps und der United States Air Force. Ende der 1950er Jahre begann er seine Laufbahn als Schauspieler. Sein Lehrer war Sanford Meisner. Redeker war seither vor allem in Fernsehserien zu sehen, darunter auch in mehreren Seifenopern wie Zeit der Sehnsucht.
Für seine Arbeit an dem Drehbuch zu Die durch die Hölle gehen war er 1979 gemeinsam mit Deric Washburn, Michael Cimino und Louis Garfinkle für den Oscar in der Kategorie Bestes Originaldrehbuch nominiert. Außerdem erhielten sie eine Nominierung für den Writers Guild of America Award. Der Film war sein Debüt als Drehbuchautor, in den 2000er Jahren folgte weitere realisierte Skripte.
Als Schauspieler war Quinn Redeker zwei Mal für den Daytime Emmy Award nominiert und 1989 gewann er den Soap Opera Digest Award. 1984 wurde er bei den Soapy Awards ausgezeichnet.
Redeker war Vater von vier Kindern.

## Filmografie (Auswahl)
Schauspiel
- 1961: Haut den Herkules (The Three Stooges Meet Hercules)
- 1968: Spider Baby (Spider Baby or, The Maddest Story Ever Told)
- 1970: The Christine Jorgensen Story (Fernsehfilm)
- 1972: Bill McKay – Der Kandidat (The Candidate)
- 1973: The New Perry Mason (Fernsehserie, 1 Folge)
- 1974: Der Mitternachtsmann (The Midnight Man)
- 1974–1978: Barnaby Jones (Fernsehserie, 4 Folgen)
- 1977: The Love Boat II (Fernsehfilm)
- 1980: Eine ganz normale Familie (Ordinary People)
- 1980: Von Küste zu Küste (Coast to Coast)
- 1980: Blast – Wo die Büffel röhren (Blast)
- 1981, 1983–1987: Zeit der Sehnsucht (Days of Our Lives, Seifenoper)
- 1987–2004: Schatten der Leidenschaft (The Young and the Restless, Seifenoper)
- 2003: An American Reunion
- 2003: CSI: Miami (Fernsehserie, Folge Bunk)
- 2012: Der Ruf der Wale (Big Miracle)

Drehbuch
- 1978: Die durch die Hölle gehen (The Deer Hunter)
- 2003: 2 Birds with 1 Stallone
- 2006: Revolution